# Bundestagswahlkreis Passau
Der Bundestagswahlkreis Passau (Wahlkreis 228; bis zur Bundestagswahl 2021 Wahlkreis 229) ist seit 1949 ein Wahlkreis in Bayern. Er umfasst die Stadt Passau und den Landkreis Passau ohne die Gemeinden Aicha vorm Wald, Eging a.See, Fürstenstein und Hofkirchen, die seit 2017 zum Bundestagswahlkreis Deggendorf gehören. Seit 1949 wurde der Wahlkreis stets von den Direktkandidaten der CSU gewonnen.

## Wahlergebnisse

### Bundestagswahl 2025
Zur Bundestagswahl 2025 am 23. Februar wurden 10 Direktkandidaten und 17 Landeslisten zugelassen.
| Kandidaten                               | Kandidaten               | Parteien/Listen     | Erststimmen | Erststimmen | Zweitstimmen | Zweitstimmen |
| Kandidaten                               | Kandidaten               | Parteien/Listen     | Stimmen     | %           | Stimmen      | %            |
| ---------------------------------------- | ------------------------ | ------------------- | ----------- | ----------- | ------------ | ------------ |
|                                          | Hans Kollergewählt im WK | CSU                 | 58.538      | 40,8        | 55.447       | 38,6         |
|                                          | Johannes Schätzl         | SPD                 | 20.120      | 14,0        | 13.904       | 9,7          |
|                                          | Frederic-Alexej Müller   | GRÜNE               | 7.425       | 5,2         | 9.821        | 6,8          |
|                                          | Jan Ernst                | FDP                 | 3.072       | 2,1         | 4.706        | 3,3          |
|                                          | Erhard Brucker           | AfD                 | 33.776      | 23,5        | 36.665       | 25,5         |
|                                          | Rupert Kreuzhuber        | FREIE WÄHLER        | 9.199       | 6,4         | 9.154        | 6,4          |
|                                          | Luke Hoß                 | Die Linke           | 4.172       | 2,9         | 5.692        | 4,0          |
|                                          | –                        | dieBasis            | –           | –           | 300          | 0,2          |
|                                          | –                        | Tierschutzpartei    | –           | –           | 873          | 0,6          |
|                                          | –                        | Die PARTEI          | –           | –           | 355          | 0,2          |
|                                          | Johanna Seitz            | ÖDP                 | 2.625       | 1,8         | 1.016        | 0,7          |
|                                          | –                        | BP                  | –           | –           | 241          | 0,2          |
|                                          | Simon Böldl              | Volt                | 799         | 0,6         | 488          | 0,3          |
|                                          | –                        | PdH                 | –           | –           | 71           | 0,0          |
|                                          | –                        | MLPD                | –           | –           | 8            | 0,0          |
|                                          | –                        | BÜNDNIS DEUTSCHLAND | –           | –           | 85           | 0,1          |
|                                          | Simone Ketterl           | BSW                 | 3.804       | 2,7         | 4.895        | 3,4          |
| Gesamt                                   | Gesamt                   | Gesamt              | 143.530     | 100         | 143.721      | 100          |
|                                          |                          |                     |             |             |              |              |
| Ungültige Stimmen                        | Ungültige Stimmen        | Ungültige Stimmen   | 597         | 0,4         | 406          | 0,3          |
| Wähler                                   | Wähler                   | Wähler              | 144.127     | 81,8        | 144.127      | 81,8         |
| Wahlberechtigte                          | Wahlberechtigte          | Wahlberechtigte     | 176.118     |             | 176.118      |              |
|                                          |                          |                     |             |             |              |              |
| Quellen: Die Bundeswahlleiterin, Stimmen |                          |                     |             |             |              |              |

Kursive Direktkandidaten kandidieren nicht für die Landesliste, kursive Parteien treten ohne Landesliste an.

### Bundestagswahl 2021

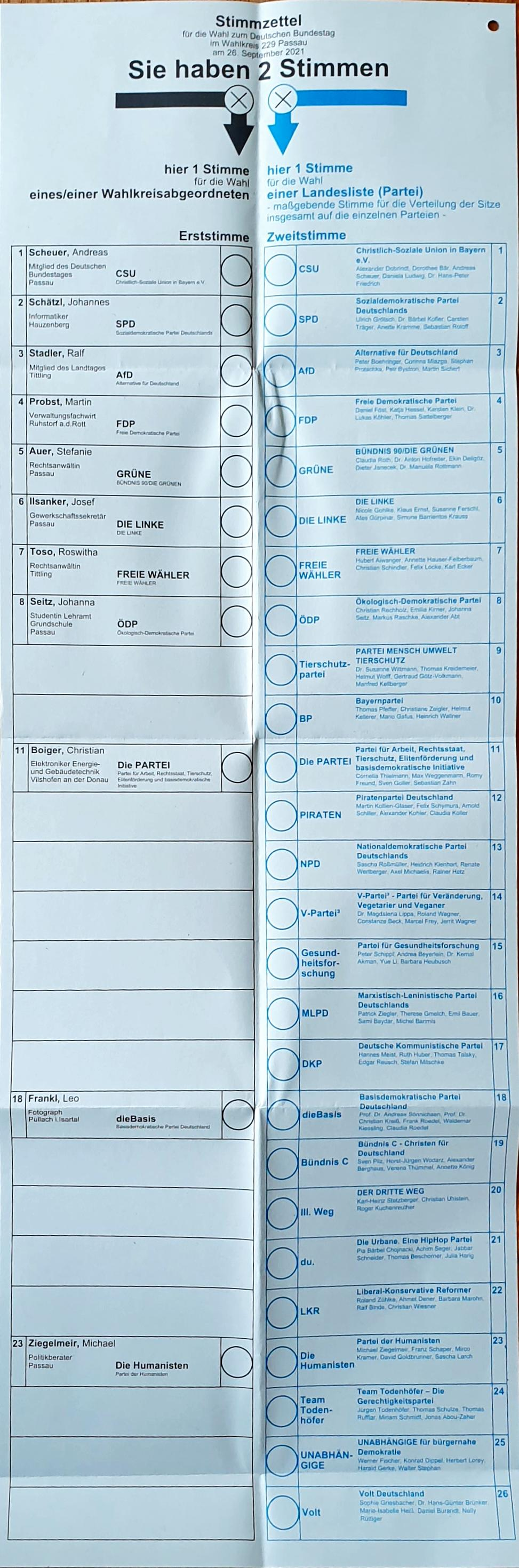
Stimmzettel zur Bundestagswahl 2021

Zur Bundestagswahl 2021 am 26. September wurden 11 Direktkandidaten und 26 Landeslisten zugelassen.
| Kandidaten                               | Kandidaten                   | Parteien/Listen      | Erststimmen | Erststimmen | Zweitstimmen | Zweitstimmen |
| Kandidaten                               | Kandidaten                   | Parteien/Listen      | Stimmen     | %           | Stimmen      | %            |
| ---------------------------------------- | ---------------------------- | -------------------- | ----------- | ----------- | ------------ | ------------ |
|                                          | Andreas Scheuergewählt im WK | CSU                  | 41.530      | 30,7        | 44.215       | 32,5         |
|                                          | Johannes Schätzl             | SPD                  | 28.341      | 20,9        | 23.892       | 17,6         |
|                                          | Ralf Stadler                 | AfD                  | 16.215      | 12,0        | 16.023       | 11,8         |
|                                          | Martin Probst                | FDP                  | 10.513      | 7,8         | 12.782       | 9,4          |
|                                          | Stefanie Maria Auer          | GRÜNE                | 12.098      | 8,9         | 12.645       | 9,3          |
|                                          | Josef Ilsanker               | DIE LINKE            | 2.681       | 2,0         | 3.093        | 2,3          |
|                                          | Roswitha Toso                | FREIE WÄHLER         | 17.180      | 12,7        | 16.475       | 12,1         |
|                                          | Johanna Seitz                | ÖDP                  | 3.876       | 2,9         | 1.326        | 1,0          |
|                                          | -                            | Tierschutzpartei     | –           | –           | 1.233        | 0,9          |
|                                          | -                            | BP                   | –           | –           | 750          | 0,6          |
|                                          | Christian Boiger             | Die PARTEI           | 1.235       | 0,9         | 673          | 0,5          |
|                                          | -                            | PIRATEN              | –           | –           | 351          | 0,3          |
|                                          | –                            | NPD                  | –           | –           | 116          | 0,1          |
|                                          | –                            | V-Partei³            | –           | –           | 83           | 0,1          |
|                                          | –                            | Gesundheitsforschung | –           | –           | 131          | 0,1          |
|                                          | -                            | MLPD                 | –           | –           | 10           | 0,0          |
|                                          | –                            | DKP                  | –           | –           | 16           | 0,0          |
|                                          | Leo Frankl                   | dieBasis             | 1.567       | 1,2         | 1.485        | 1,1          |
|                                          | –                            | Bündnis C            | –           | –           | 76           | 0,1          |
|                                          | –                            | III. Weg             | –           | –           | 50           | 0,0          |
|                                          | -                            | du.                  | –           | –           | 53           | 0,0          |
|                                          | -                            | LKR                  | –           | –           | 18           | 0,0          |
|                                          | Michael Ziegelmeir           | Die Humanisten       | 244         | 0,2         | 134          | 0,1          |
|                                          | –                            | Team Todenhöfer      | –           | –           | 136          | 0,1          |
|                                          | -                            | UNABHÄNGIGE          | –           | –           | 148          | 0,1          |
|                                          | –                            | Volt                 | –           | –           | 138          | 0,1          |
| Gesamt                                   | Gesamt                       | Gesamt               | 135.480     | 100         | 136.052      | 100          |
|                                          |                              |                      |             |             |              |              |
| Ungültige Stimmen                        | Ungültige Stimmen            | Ungültige Stimmen    | 1.145       | 0,8         | 573          | 0,4          |
| Wähler                                   | Wähler                       | Wähler               | 136.625     | 76,9        | 136.625      | 76,9         |
| Wahlberechtigte                          | Wahlberechtigte              | Wahlberechtigte      | 177.563     |             | 177.563      |              |
|                                          |                              |                      |             |             |              |              |
| Quellen: Die Bundeswahlleiterin, Stimmen |                              |                      |             |             |              |              |

Kursive Direktkandidaten kandidieren nicht für die Landesliste, kursive Parteien sind nicht Teil der Landesliste.

### Bundestagswahl 2017
Zur Bundestagswahl 2017 am 24. September wurden 7 Direktkandidaten und 21 Landeslisten zugelassen.
| Direktkandidat   | Partei               | Erststimmen in % | Zweitstimmen in % |
| ---------------- | -------------------- | ---------------- | ----------------- |
| Andreas Scheuer  | CSU                  | 47,5             | 40,5              |
| Christian Flisek | SPD                  | 18,9             | 15,1              |
| Boris Burkert    | GRÜNE                | 05,6             | 06,4              |
| Armin Sedlmayr   | FDP                  | 06,1             | 09,1              |
| Robert Schregle  | AfD                  | 14,1             | 16,1              |
| Josef Ilsanker   | LINKE                | 04,8             | 05,6              |
| –                | FREIE WÄHLER         | 0–               | 02,4              |
| –                | PIRATEN              | 0–               | 00,2              |
| Andreas Seitz    | ÖDP                  | 03,1             | 01,3              |
| –                | BP                   | 0–               | 01,0              |
| –                | NPD                  | 0–               | 00,3              |
| –                | Tierschutzpartei     | 0–               | 00,8              |
| –                | MLPD                 | 0–               | 00,0              |
| –                | Büso                 | 0–               | 00,0              |
| –                | BGE                  | 0–               | 00,1              |
| –                | DiB                  | 0–               | 00,1              |
| –                | DKP                  | 0–               | 00,0              |
| –                | DM                   | 0–               | 00,1              |
| –                | Die PARTEI           | 0–               | 00,4              |
| –                | Gesundheitsforschung | 0–               | 00,1              |
| –                | V-Partei³            | 0–               | 00,1              |

### Bundestagswahl 2013
| Direktkandidat        | Partei       | Erststimmen in % | Zweitstimmen in % |
| --------------------- | ------------ | ---------------- | ----------------- |
| Andreas Scheuer       | CSU          | 59,8             | 53,9              |
| Christian Flisek      | SPD          | 19,7             | 18,6              |
| –                     | FDP          | –                | 04,5              |
| Maria Anneser         | GRÜNE        | 05,1             | 05,9              |
| Josef Ilsanker        | Die Linke    | 03,2             | 03,8              |
| Christian Reidel      | PIRATEN      | 01,9             | 01,6              |
| Adolf Weber           | NPD          | 01,1             | 00,9              |
| Robert Adolf Schregle | AfD          | 03,1             | 03,9              |
| Just Thalmeier        | Freie Wähler | 03,4             | 02,9              |
|                       | Sonstige     | 0–               | 04,1              |

### Bundestagswahl 2009
| Direktkandidat  | Partei                | Erststimmen in % | Zweitstimmen in % | Bundestagswahl 2005 Zweitstimmen in % |
| --------------- | --------------------- | ---------------- | ----------------- | ------------------------------------- |
| Andreas Scheuer | CSU                   | 46,5             | 44,8              | 54,9                                  |
| Jella Teuchner  | SPD                   | 14,2             | 15,2              | 22,9                                  |
| Boris Burkert   | Bündnis 90/Die Grünen | 07,5             | 07,7              | 05,0                                  |
| Max Stadler     | FDP                   | 18,9             | 15,5              | 09,2                                  |
| –               | REP                   | –                | 00,7              | 01,0                                  |
| Joseph Wandl    | Die Linke             | 07,9             | 07,9              | 03,5                                  |
| Martin Gabling  | NPD                   | 02,2             | 01,8              | 01,5                                  |
| –               | PBC                   | 0–               | 00,1              | 00,1                                  |
| –               | BP                    | 0–               | 00,8              | 00,7                                  |
| Andreas Seitz   | ödp                   | 02,8             | 02,0              | 0–                                    |
| –               | PIRATEN               | 0–               | 01,4              | 0–                                    |
| –               | BüSo                  | 0–               | 00,0              | 00,0                                  |
| –               | FAMILIE               | 0–               | 00,7              | 00,6                                  |
| –               | MLPD                  | 0–               | 00,0              | 00,0                                  |
| –               | Die Tierschutzpartei  | 0–               | 00,6              | 0–                                    |
| –               | CM                    | 0–               | 00,1              | 00,0                                  |

## Frühere Wahlkreissieger
| Wahl | Name               | Partei |
| ---- | ------------------ | ------ |
| 1949 | Fritz Schäffer     | CSU    |
| 1953 | Fritz Schäffer     | CSU    |
| 1957 | Fritz Schäffer     | CSU    |
| 1961 | August Ramminger   | CSU    |
| 1965 | Franz Xaver Unertl | CSU    |
| 1969 | Franz Xaver Unertl | CSU    |
| 1972 | Karl Fuchs         | CSU    |
| 1976 | Karl Fuchs         | CSU    |
| 1980 | Klaus Rose         | CSU    |
| 1983 | Klaus Rose         | CSU    |
| 1987 | Klaus Rose         | CSU    |
| 1990 | Klaus Rose         | CSU    |
| 1994 | Klaus Rose         | CSU    |
| 1998 | Klaus Rose         | CSU    |
| 2002 | Klaus Rose         | CSU    |
| 2005 | Andreas Scheuer    | CSU    |
| 2009 | Andreas Scheuer    | CSU    |
| 2013 | Andreas Scheuer    | CSU    |
| 2017 | Andreas Scheuer    | CSU    |
| 2021 | Andreas Scheuer    | CSU    |

## Wahlkreisgeschichte
| Wahl      | Wahlkreisname | Gebiet |
| --------- | ------------- | --- |
| 1949      | 15 Passau     | Stadt Passau, Landkreis Passau, Landkreis Wegscheid, Landkreis Wolfstein                                    |
| 1953–1961 | 210 Passau    | Stadt Passau, Landkreis Passau, Landkreis Wegscheid, Landkreis Wolfstein                                    |
| 1965–1972 | 215 Passau    | Stadt Passau, Landkreis Passau, Landkreis Wegscheid, Landkreis Wolfstein, Landkreis Vilshofen               |
| 1976–1998 | 215 Passau    | Stadt Passau, Landkreis Passau                                                                              |
| 2002–2005 | 230 Passau    | Stadt Passau, Landkreis Passau                                                                              |
| 2009–2012 | 229 Passau    | Stadt Passau, Landkreis Passau                                                                              |
| 2017–2021 | 229 Passau    | Stadt Passau, Landkreis Passau ohne die Gemeinden Aicha vorm Wald, Eging a.See, Fürstenstein und Hofkirchen |
| 2025–     | 228 Passau    | Stadt Passau, Landkreis Passau ohne die Gemeinden Aicha vorm Wald, Eging a.See, Fürstenstein und Hofkirchen |